# Jørn Lier Horst
Jørn Lier Horst (ur. 27 lutego 1970 w Bamble) – norweski pisarz, tworzący głównie powieści kryminalne.

## Życiorys
Urodzony jako Olsen, przyjął nazwisko żony Beaty Horst. Były policjant, szef wydziału śledczego, służył blisko 20 lat. Stworzył cykl powieści kryminalnych, w których głównym bohaterem jest William Wisting, oficer wydziału śledczego policji, pracujący w Larviku. Od 2012 w seriach CLUE i Biuro Detektywistyczne numer 2 ukazują się również jego powieści kryminalne przeznaczone dla młodszych czytelników. Razem z Thomasem Engerem napisał cykl Blix i Ramm na tropie zbrodni.
W 2013 jego powieść Psy gończe (Jakthundene) została wyróżniona Nagrodą Rivertona, w 2016 kolejna jego książka Jaskiniowiec (Hulemannen) otrzymała The Petrona Award jako najlepsza skandynawska powieść roku.
Wraz z żoną Beate i dwojgiem dzieci mieszka w Stavern, niedaleko Larviku.

## Twórczość

### Seria z Williamem Wistingiem
- Når det mørkner (Gdy mrok zapada (prequel), przeł. Karolina Drozdowska, Smak Słowa, 2016)
- Nøkkelvitnet, 2004 (Kluczowy świadek, przeł. Milena Skoczko, Smak Słowa, Sopot 2017)
- Felicia forsvant, 2005 (Felicia zaginęła, przeł. Milena Skoczko, Smak Słowa, Sopot 2017)
- Når havet stilner, 2006 (Gdy morze cichnie, przeł. Milena Skoczko, Smak Słowa, Sopot 2017)
- Den eneste ene, 2007 (Jedna jedyna, przeł. Milena Skoczko, Smak Słowa, Sopot 2018)
- Nattmannen, 2009 (Nocny człowiek, przeł. Milena Skoczko, Smak Słowa, Sopot 2018)
- Bunnfall, 2010 (Szumowiny, przeł. Milena Skoczko, Smak Słowa, Sopot 2016)
- Vinterstengt, 2011 (Poza sezonem, przeł. Milena Skoczko, Smak Słowa, Sopot 2015)
- Jakthundene, 2012 (Psy Gończe, przeł. Milena Skoczko, Smak Słowa, Sopot 2015)
- Hulemannen, 2013 (Jaskiniowiec, przeł. Milena Skoczko, Smak Słowa, Sopot 2014)
- Blindgang, 2015 (Ślepy trop, przeł. Karolina Drozdowska, Smak Słowa, Sopot 2016)
- Katharina-koden, 2017 (Kod Kathariny, przeł. Milena Skoczko, Smak Słowa, Sopot 2019)
- Det innerste rommet, 2018 (Ukryty pokój, przeł. Milena Skoczko, Smak Słowa, Sopot 2019)
- Illvilje, 2019 (Zła wola, przeł. Milena Skoczko, Smak Słowa, Sopot 2020)
- Sak 1569, 2020 (Sprawa 1569, przeł. Milena Skoczko, Smak Słowa, Sopot 2021)
- Grenseløs, 2021 (Bez granic, przeł. Milena Skoczko-Nakielska, Smak Słowa, Sopot 2022)[4]
- Forræderen, 2022  (Zdrajca, przeł. Milena Skoczko-Nakielska, Smak Słowa, Sopot 2023)
- Tørt land, 2024 (Susza, przeł. Milena Skoczko-Nakielska, Smak Słowa, Sopot 2025)[5]

### Seria CLUE
- Salamandergåten, 2012 (Zagadka salamandry, przeł. Milena Skoczko, Smak Słowa, Sopot 2015)
- Maltesergåten, 2012 (Zagadka zegara maltańskiego, przeł. Milena Skoczko, Smak Słowa, Sopot 2015)
- Undervannsgåten, 2013 (Zagadka dna morskiego, przeł. Milena Skoczko, Smak Słowa, Sopot 2016)
- Gravrøvergåten, 2013 (Zagadka hien cmentarnych, przeł. Milena Skoczko, Smak Słowa, Sopot 2016)
- Libertygåten, 2014
- Esmeraldagåten, 2014
- Rivertongåten, 2015
- Hodeskallegåten, 2015
- Ulvehundgåten, 2016

### Seria Biuro Detektywistyczne numer 2
- Operasjon Tordensky, 2013 (Operacja Burzowa Chmura, przeł. Katarzyna Tunkiel, wyd. Media Rodzina, Poznań 2015)
- Operasjon Mørkemann, 2013 (Operacja Człowiek w Czerni, przeł. Katarzyna Tunkiel, wyd. Media Rodzina, Poznań 2015)
- Operasjon Solnedgang, 2013 (Operacja Zachód Słońca, przeł. Tadeusz W. Lange, wyd. Media Rodzina, Poznań 2015)
- Operasjon Påskelilje, 2014 (Operacja Żonkil, przeł. Tadeusz W. Lange, wyd. Media Rodzina, Poznań 2015)
- Opreasjon Sommerøya, 2014 (Operacja Wyspa, przeł. Katarzyna Tunkiel, wyd. Media Rodzina, Poznań 2016)
- Operasjon Vindkast, 2014 (Operacja Podmuch Wiatru, przeł. Katarzyna Tunkiel, wyd. Media Rodzina, Poznań 2016)
- Operasjon Bronseplass, 2014 (Operacja Posąg, przeł. Katarzyna Tunkiel, wyd. Media Rodzina, Poznań 2016)
- Operasjon Plastpose, 2015 (Operacja Reklamówka, przeł. Katarzyna Tunkiel, wyd. Media Rodzina, Poznań 2017)
- Jakten på Kaptein Kroghs gull 2015 (Operacja Złoto  przeł. Katarzyna Tunkiel, wyd. Media Rodzina, Poznań 2017)
- Jakten på Jungelens Dronning, 2016 (Operacja Królowa Dżungli, przeł. Katarzyna Tunkiel, wyd. Media Rodzina, Poznań 2018)
- Operasjon Sirkus, 2016 (Operacja Cyrk, przeł. Katarzyna Tunkiel, wyd. Media Rodzina, Poznań 2017)
- Operasjon Spøkelse, 2016 (Operacja Zjawa, przeł. Katarzyna Tunkiel, wyd. Media Rodzina, Poznań 2018)
- Operasjon Sjørøver, 2017 (Operacja Pirat, przeł. Katarzyna Tunkiel, wyd. Media Rodzina, Poznań 2018)
- Operasjon Mumie, 2017 (Operacja Mumia, przeł. Katarzyna Tunkiel, wyd. Media Rodzina, Poznań 2019)
- Jakten på Den avskyelige snømannen 2017 (Operacja Bałwan  przeł. Katarzyna Tunkiel, wyd. Media Rodzina, Poznań 2020)
- Jakten på Tyven-tyven 2017 (Operacja Złodziej Złodzieja)
- Operasjon Skipsvrak, 2018 (Operacja Wrak, przeł. Katarzyna Tunkiel, wyd. Media Rodzina, Poznań 2019)
- Operasjon Skrotnisse, 2018 (Operacja Rupieciarz, wyd. Media Rodzina, Poznań 2020)
- Jakten på Den grønne votten 2018 (Operacja Zielona Rękawiczka  przeł. Katarzyna Tunkiel, wyd. Media Rodzina, Poznań 2021)
- Jakten på Slottets hemmelighet 2018 (Operacja Tajemnica Zamku)
- Operasjon Svartskog, 2019 (Operacja Czarny Las, przeł. Katarzyna Tunkiel, wyd. Media Rodzina, Poznań 2020)
- Operasjon Radius, 2019 (Operacja Rower  przeł. Katarzyna Tunkiel, wyd. Media Rodzina, Poznań 2021)
- Jakten på Trollmannens bok 2019 (Operacja Księga Czarodzieja  przeł. Katarzyna Tunkiel, wyd. Media Rodzina, Poznań 2021)
- Jakten på Snøkrystallene 2019 (Operacja Śnieżne Kryształy)
- Jakten på Den siste dinosauren 2020 (Operacja Ostatni Dinozaur  przeł. Katarzyna Tunkiel, wyd. Media Rodzina, Poznań 2021)
- Operasjon Lurifaks, 2020 (Operacja Niezłe Ziółko  przeł. Katarzyna Tunkiel, wyd. Media Rodzina, Poznań 2021)
- Operasjon Rød sløyfe 2020 (Operacja Czerwona Wstążka)
- Jakten på Pepperkakemannen 2020 (Operacja Piernikowy Ludzik)
- Dekkoperasjon 2021 (Operacja Opona)
- Operasjon Heksegryte 2021 (Operacja Czarownica)
- Jakten på Enhjørningen 2021 (Operacja Jednorożec)

### Blix i Ramm na tropie zbrodni
We współpracy z Thomasem Engerem.
- Nullpunkt, 2018 (Punkt zero, przeł. Milena Skoczko, wyd. Smak Słowa, Sopot 2020)
- Røykteppe, 2019 (Zasłona dymna, przeł. Milena Skoczko, wyd. Smak Słowa, Sopot 2020)
- Slagside, 2020 (Nieobliczalni, przeł. Milena Skoczko, wyd. Smak Słowa, Sopot 2021)
- Arr, 2022 (Blizny, przeł. Milena Skoczko-Nakielska, wyd. Smak Słowa, Sopot 2023)
- Offer, 2023 (Ofiary, przeł. Milena Skoczko-Nakielska, wyd. Smak Słowa, Sopot 2024)